# Kaskinen
Kaskinen (szw. Kaskö) – miasto i gmina w Finlandii, położona w zachodniej części kraju, należąca do regionu Ostrobotnia.
Z Kaskinen pochodzi Krista Siegfrids, fińska piosenkarka, kompozytorka i autorka tekstów.